# Верховний суд
Верховний суд — вища судова установа держави, в компетенцію якої входить, як правило, вирішення суперечок між самостійними складовими частинами держави (штатами, землями, кантонами і т. ін.); розгляд справ про злочини вищих посадових осіб і про найважливіші державні злочини; розгляд касаційних скарг.